# Agilolfo (suevo)
Agilolfo (420-482) foi um príncipe dos suevos e dos quados.
Ele foi, provavelmente, o filho do príncipe suevo Hunimund, por sua vez filho de Hermerico (395- 469), rei da Galécia. 
Ele ameaçou Passau e poderia ter sido um Ariano.[carece de fontes?] Agilolfo foi, provavelmente, o antepassado da família dos Agilolfingos, fundador da Baviera e pai do primeiro Duque da Baviera, Teodão I, o Suevo (455-530?).